# Єремецький Олег Анатолійович
Еремецький Олег Анатолійович (нар. 7 травня 1968 — пом. 1 червня 1995) — гвардії старший лейтенант ЗС РФ. Герой Росії (1997).

## Життєпис
Народився 7 травня 1968 року в селі Киселівка Херсонської області Української РСР. У чотири роки залишився сиротою, виховували його бабуся і дідусь. У 1985 закінчив Кисельовську середню школу, а потім вступив до Кримського сільськогосподарського інституту, після закінчення першого курсу якого Еремецкій був призваний на армію. У 1987 році вступив до Рязанського повітряно-десантного командного училища, яке успішно закінчив у 1991 році.
Після училища був направлений в морську піхоту для продовження служби. з 1991 по 1992 роки служив у 810-й окремій бригаді морської піхоти в Севастополі. З 1992 по 1993 роки проходив службу командиром взводу курсантів у Рязанському повітряно-десантному командному училищі, після чого був направлений в 104-у гвардійську повітряно-десантну дивізію, розташовану в місті Ульяновську. З 1994 року командир парашутно-десантної роти цієї дивізії.
У 1995 році був направлений у відрядження до Чечні. Відзначився під час бойових дій в районі Аргунської ущелини.
Загинув у бою 2 червня 1995.
Похований на Новогражданському кладовищі в Рязані. 

## Нагороди
Указом Президента Російської Федерації № 35 від 22 січня 1997 року під мужність і відвагу, проявлені при виконанні військового обов'язку, гвардії старшому лейтенанту Еремецькому Олегу Анатолійовичу присвоєно звання Героя Російської Федерації (посмертно).